# Шур, Соломон Саулович
Соломон Саулович Шур (9 января 1920 г. Орша — август 2009 г. Санкт-Петербург) — советский и российский учёный электроэнергетик, изобретатель. Профессор, доктор технических наук, заслуженный деятель науки и техники РСФСР. Участник Великой Отечественной войны, житель блокадного Ленинграда, инженер-лейтенант. Инициатор создания студенческих строительных отрядов в 1948 году.

## Биография
Родился 9 января 1920 года в городе Орша. С 1922 года семья переехала в Ленинград. После окончания в 1937 году средней школы поступил на Электромеханический факультет Ленинградского политехнического института.
После начала Великой Отечественной войны Соломон Шур, как студент старших курсов ВУЗа, имеющего оборонное значение, имел бронь, но отказался от неё и добровольцем вступил в РККА. С 6 августа 1941 на фронте. Воевал под Ленинградом, на Волховском и Сталинградском фронтах. Прошёл путь от рядового, сержанта, гвардии сержанта до инженер-лейтенанта. В 1943 году после двух тяжелых ранений получил инвалидность и был демобилизован. В 1945 году вступил в КПСС. Восстановился в политехническом институте и в 1945 году его успешно окончил. Поступил в аспирантуру на кафедру «Электрические сети и системы».
В феврале 1948 года аспирант Соломон Шур в стенгазете Электромеханического факультета написал заметку с предложением о создании студенческого строительного отряда для работы в летние каникулы по электрификации колхозов Ленинградской области. «Прошло три года после окончания Великой Отечественной войны. — писал, в частности, Шур, — а в 12 километрах от Ленинграда люди живут при лучине…». Летом 1948 года 315 студентов-политехников (в том числе и аспирант С. Шур) построили первую студенческую ГЭС в посёлке Алакусса (ныне поселок им. Климова) в Приозерском районе Ленинградской области. Этому событию в 2018 году в Санкт-Петербургском политехническом университете открыта мемориальная доска.
В 1949 году С. С. Шур получил степень кандидата технических наук, защитив диссертацию «Резонансные явления в системах передачи энергии постоянным током». Работал Соломон Саулович в Научно-исследовательском институте постоянного тока, вел преподавательскую деятельность на кафедре Теоретических основ электротехники Ленинградского политехнического института, получив ученое звание профессора. В 1968 году за работу на тему «Статистическая теория внутренних перенапряжений для электропередач переменного тока высших классов напряжения» С. С. Шур стал доктором технических наук. Блестяще владея математическим аппаратом и сложной техникой измерений, С. Шур стал одним из самым авторитетных специалистов не только в СССР, но и в мире в области исследований коммутационных и резонансных перенапряжений в электрических сетях. Им были написаны и опубликованы 4 монографии, более 50-и научных статей в таких изданиях как: «Известия АН СССР. Энергетика и транспорт», «Электричество», «Электрические станции» и др. С. Шур является автором нескольких фундаментальных учебников, им получены более 20 патентов на изобретения.
Умер профессор С. С. Шур на девяностом году жизни в августе 2009 года.

## Награды
- Орден Отечественной войны 2 степени;
- Медаль «За боевые заслуги» (31.12.1942);
- Медаль «За оборону Ленинграда»;
- Медаль «За оборону Сталинграда»;
- Медаль «За победу над Германией в Великой Отечественной войне 1941—1945 гг.»]];
- Заслуженный деятель науки и техники РСФСР (1988);
- Профессор (1988).